# 21656 Knuth
21656 Knuth (1999 PX1) là một tiểu hành tinh vành đai chính được phát hiện ngày 9 tháng 8 năm 1999 bởi P. Pravec và P. Kušnirák ở Đài thiên văn Ondřejov. Nó được đặt theo tên Donald Knuth, a renowned computer scientist và nhà toán học, Professor Emeritus ở Stanford University.